# Mulheres no Brasil

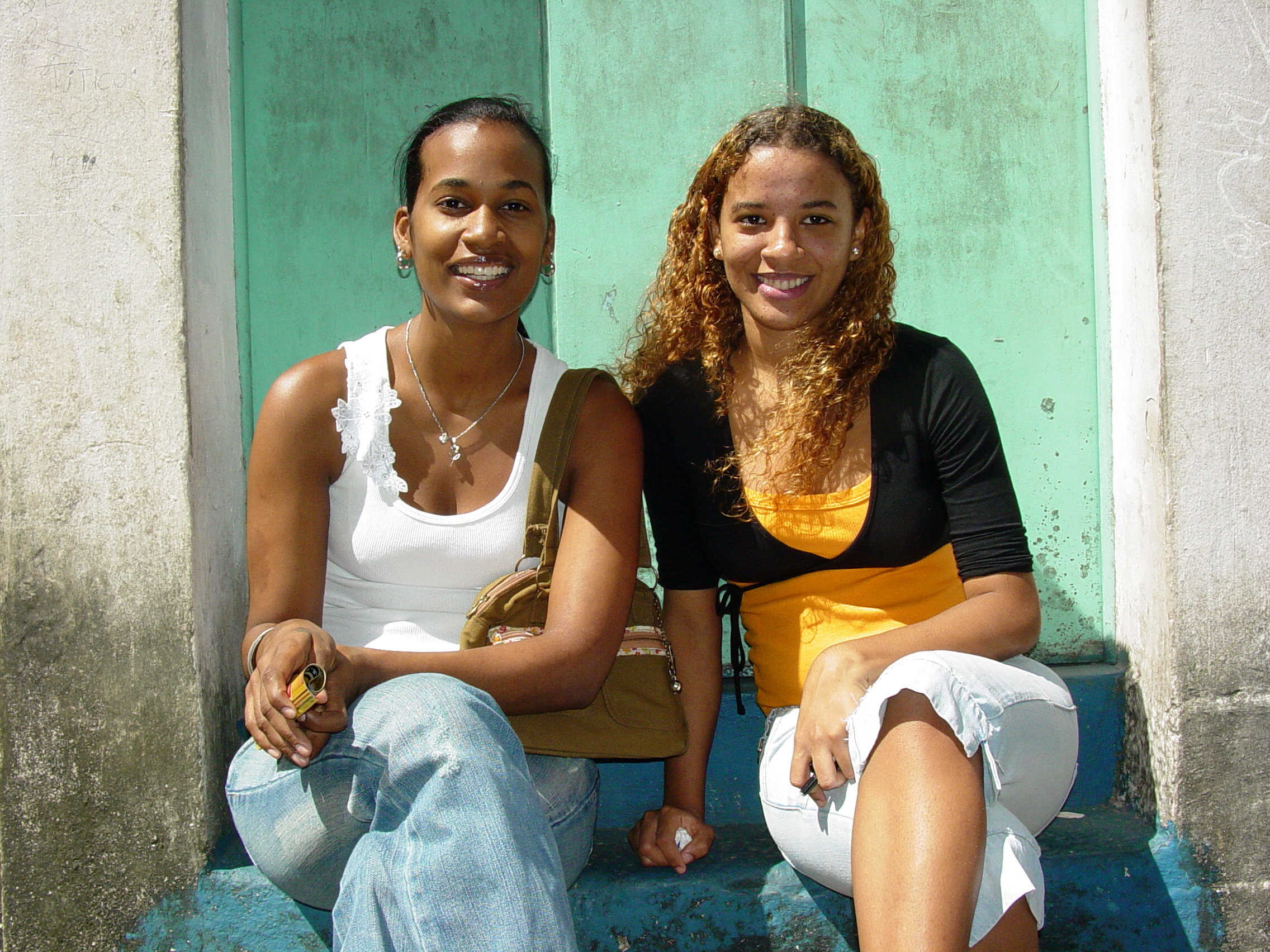
Mulheres brasileiras em Salvador, Bahia.

As mulheres no Brasil são estimadas em 100,5 milhões de habitantes, ou 51,5% da população total.

## Direitos políticos
As mulheres têm os mesmos direitos e deveres que os homens, o que é claramente expresso no artigo 5º da Constituição de 1988 no Brasil. Um Órgão vinculado à Presidência, a Secretaria de Assuntos da Mulher, supervisiona uma secretaria especial que tem a responsabilidade de garantir os direitos legais das mulheres. Embora a lei proíba a discriminação de gênero no mercado de trabalho e salários, houve disparidades salariais significativas entre homens e mulheres. No entanto, muitas mulheres foram eleitas a cargos públicos e têm atuado como juízas federais. A primeira mulher assumiu o cargo no Senado Federal em 1979. mulheres tornaram-se candidatas a vice-presidente pela primeira vez em 1994. A partir de 2009, apenas 9% dos assentos no parlamento nacional eram ocupados por mulheres.
Em 21 de novembro de 2009, o Fórum Econômico Mundial divulgou um estudo que indica que o país tinha praticamente erradicado diferenças de gênero na educação e tratamento de saúde, mas que as mulheres ainda ficam para trás em salários e influência política. De acordo com o Ministério do Trabalho e Emprego, as mulheres recebem 30% menos do que os homens, em termos de salário. Em 2005, o relator especial da ONU observou um notável baixo nível de representação das mulheres no sistema judicial, com estas ocupando apenas 5% dos postos mais altos no Judiciário e no Ministério Público.
As mulheres ganharam o direito de votar nas mesmas exigências que os homens em 1932. O movimento sufragista das mulheres brasileiras foi liderado pela bióloga Bertha Lutz. Em 2006, as mulheres representavam 51,5% de todos os eleitores brasileiros (o voto é obrigatório no Brasil para os cidadãos alfabetizados). Embora não haja maior participação das mulheres nas eleições, o percentual de mulheres que se tornam deputados federais ainda é muito baixo, representando apenas 8,8%.

## Educação
Na medida em que a educação está em causa, a taxa de alfabetização das mulheres é ligeiramente superior a dos homens. A taxa de alfabetização feminina foi de 88,8% em 2004, sendo que a taxa de alfabetização masculina foi de 88,4% no mesmo ano.
As mulheres já representam mais uma maioria absoluta em muitos dos cursos universitários. Nas áreas de Saúde e Ciências Humanas, elas respondem por 66% e 71% de todos os alunos, respectivamente. Além disso, como um todo, 53% de todos os brasileiros que estão nas universidades são mulheres. Os avanços na educação para mulheres começaram há algumas décadas, mas, na verdade, desde os anos 1930 as mulheres tiveram um maior número de anos em escola, em média, do que os homens quando se remete para os níveis mais baixos de escolaridade, e, desde 1970, eles superaram os homens nos níveis mais altos de educação.
Até o final do século XIX, a educação para meninas era focada em habilidades domésticas. Em 1879, as instituições brasileiras de ensino superior passou a admitir mulheres de classe alta, brancas e da área urbana, enquanto o resto da população feminina permaneceu analfabeta. Atualmente, as taxas de alfabetização entre homens e mulheres são relativamente proporcionais à população e o nível de educação das mulheres é agora maior do que a dos homens.
Em 1970, havia cerca de 19.000 mulheres profissionais no Brasil, incluindo engenheiras, arquitetas, dentistas, economistas, professoras, advogadas e médicas. Em 1980, havia cerca de 95.800 mulheres nestas áreas. Vários níveis de graduação e pós-graduação, psicologia, literatura e aulas de artes são compostas quase que inteiramente por mulheres, em contraste com cursos de agricultura e defesa nacional, nos quais é extremamente baixo o número de mulheres matriculadas.

## Trabalho e emprego
A agricultura de exportação e as forças de trabalho, em grande parte feminizadas na América Latina, tem se expandido de forma significativa nas últimas três décadas. A investigação tem demonstrado como fazendas no nordeste do Brasil propositadamente constroem divisões de trabalho por gênero e como as mulheres muitas vezes experimentam piores salários e condições de trabalho que os homens.
Segundo o Banco Mundial, 42% das pessoas empregadas no setor não-agrícola eram mulheres.
A lei prevê 120 dias de licença-maternidade remunerada para as mulheres e sete dias para os homens. A lei também proíbe quaisquer exigências dos empregadores para que os candidatos ou funcionários façam testes de gravidez ou atestados de esterilização, mas alguns empregadores exigem tais atestados das candidatas ou evitam contratar mulheres em idade fértil. Violações da lei são puníveis com penas de prisão para os empregadores de até dois anos, enquanto a empresa pode ser multada 10 vezes o salário de seu empregado mais bem pago.
O assédio sexual é um crime, punível com até dois anos de prisão. A lei abrange as investidas sexuais no local de trabalho ou em instituições de ensino e entre prestadores de serviços ou clientes. No local de trabalho aplica-se apenas em situações hierárquicas, nas quais o agressor tem posição ou cargo mais elevado do que a vítima. Embora a legislação exista e tenha sido aplicada, as acusações permanecem raras, e a extensão do problema não foi documentada.